# Helena Koltsova-Masalskaja
Helena Koltsova-Masalskaja eller Elena Ghica (albanska: Elena Gjika), rumänsk författare av albanskt ursprung under pseudonymen Dora d'Istria, född 22 januari 1828 i Bukarest, död 1888 i Florens, följde sin far, furst Mihai Ghica, på resor i Europa, vistades därunder länge i Dresden, Wien, Venedig och Berlin och förvärvade omfattande kännedom om flera gamla och nyare språk samt kosmopolitisk bildning och livsåskådning.
1849 ingick hon ett föga lyckligt äktenskap med den ryske furst Aleksandr Koltsov-Masalskij. Skild från honom 1855, levde hon sedan för det mesta i Italien (Florens). Hon var en betydelsefull förmedlare mellan Orienten och Västeuropa och framkallade genom uppseendeväckande skrifter över Albaniens språk och litteratur livlig nationell och kulturell rörelse i detta land. Bland hennes huvudsakligen på franska författade arbeten kan nämnas La vie monastique dans l'église orientale (1855), La Suisse allemande (fyra band, 1856), Les femmes en Orient (två band, 1859), Excursions en Roumélie et en Morée (två band, 1863), Des femmes par une femme (1864), Gli albanesi in Rumenia (andra upplagan, 1873) och La poésie des Ottomans (andra upplagan, 1877).

### Fotnoter
1. 1 2  SNAC, SNAC Ark-ID: w6p86b7b, läs online, läst: 5 september 2021.[källa från Wikidata]
2. 1 2 3  Mathias Bernath, Karl Nehring & Leibniz-Institut für Ost- und Südosteuropaforschung (red.), Biographisches Lexikon zur Geschichte Südosteuropas, R. Oldenbourg Verlag, 1974, 1976, 1979 och 1981, BioLexSOE-ID: 739, läst: 5 september 2021.[källa från Wikidata]
3. 1 2 3 4  Dizionario Biografico dell'Educazione 1800-2000, Editrice Bibliografica, 2013, Dizionario Biografico dell'Educazione (1800–2000)-ID: 1089, läst: 5 september 2021.[källa från Wikidata]
4. 1 2  Collective Biographies of Women-ID: 9172, läst: 9 oktober 2017.[källa från Wikidata]
5. ↑  SNAC, SNAC Ark-ID: w6p86b7b, läs online, läst: 9 oktober 2017.[källa från Wikidata]
6. ↑  CERL Thesaurus, Consortium of European Research Libraries, CERL: cnp01442730, läst: 5 september 2021.[källa från Wikidata]
7. 1 2 3 4  Bibliothèque nationale de France, BnF catalogue général, Bibliothèque nationale de France, läs online och läs online, läst: 9 oktober 2016.[källa från Wikidata]
8. ↑  Charles Dudley Warner (red.), Library of the World's Best Literature, 1897, läs online.[källa från Wikidata]